# 威廉·亨利·赛克斯
威廉·亨利·赛克斯（1790年1月25日—1872年6月16日）是一位英国政治家、鸟类学家和印度学家，曾担任皇家统计学会会长和皇家亚洲学会主席。